# Cetus
Cetus (Cet), a Baleia ou (oficialmente, segundo a União Astronômica Internacional) monstro marinho (inglês: sea monster), é uma constelação do equador celeste. O genitivo, usado para formar nomes de estrelas, é Ceti.
Mira, ο Ceti, a primeira estrela variável a ser descoberta (em 1596 por David Fabricius), varia de magnitude 2,0 a 10,1 e retorna num período de 331,65 dias. Isto apoiava a Revolução copernicana ao abalar o dogma aristotélico da imutabilidade do céu.
Além disto, τ Ceti é a vigésima-primeira estrela mais próxima da Terra.
As constelações vizinhas são Aries, Pisces, Aquarius, Sculptor, Fornax, Eridanus e Taurus.